# 염정아
염정아(1972년 7월 28일 ~ )는 대한민국의 배우이다.

## 배우 활동
1991년 드라마 우리들의 천국으로 배우의 길을 걷기 시작했다.
다수의 작품에서 두각을 나타내던 중 2003년 영화 장화, 홍련을 통해 연기 인생의 새로운 국면을 맞이하게 된다. 이어 2004년 영화 범죄의 재구성에서 구로동 샤론스톤 ‘서인경’ 캐릭터를 통해 농익은 팜므파탈 연기를 완벽하게 소화해냈다. 이를 통해 그 해 제25회 청룡영화상 여우조연상, 제24회 한국영화평론가협회상 여우주연상을 수상하며 대한민국 대표 여배우로의 입지를 공고히 했다.

## 개인사
2006년에 의사와 결혼했으며, 슬하에 1남 1녀를 두고 있다.

## 출연 작품

### 영화
- 1992년 영화 《째즈빠 히로시마》 ... 사유리 역
- 1995년 영화 《테러리스트》 ... 채은 역
- 1999년 영화 《텔 미 썸딩》 ... 오승민 역
- 2002년 영화 《H》 ... 김미연 역
- 2003년 영화 《장화, 홍련》 ... 은주 역
- 2004년 영화 《범죄의 재구성》 ... 서인경 역
- 2004년 영화 《여선생 VS 여제자》 ... 여미옥 역
- 2004년 영화 《쓰리 몬스터》 ... 배우 역 《단편영화》 (우정출연)
- 2005년 영화 《이공》 ... 선주 역 《옴니버스 영화》
- 2005년 영화 《새드 무비》 ... 염주영 역
- 2005년 영화 《소년, 천국에 가다》 ... 부자 역
- 2007년 영화 《오래된 정원》 ... 한윤희 역
- 2007년 영화 《내 생애 최악의 남자》 ... 오주연 역
- 2007년 영화 《이장과 군수》 ... 다방마담 역 (우정출연)
- 2009년 영화 《전우치》 ... 여배우 역 (특별출연)
- 2012년 영화 《간첩》 ... 강 대리 역
- 2012년 영화 《사랑의 묘약》 ... 아내 역
- 2014년 영화 《카트》 ... 한선희 역
- 2017년 영화 《장산범》 ... 희연 역
- 2018년 영화 《완벽한 타인》 ... 수현 역
- 2019년 영화 《뺑반》 ... 윤지현 역
- 2019년 영화 《어쩌다, 결혼》 ... 천 여사 역
- 2019년 영화 《미성년》 ... 영주 역
- 2019년 영화 《시동》 ... 윤정혜 역
- 2020년 영화 《강철비 2: 정상회담》 ... 영부인 역
- 2022년 영화 《인생은 아름다워》 ... 오세연 역
- 2022년 영화 《외계+인 1부》 ... 흑설 역
- 2023년 영화 《밀수》 ... 임진숙 역
- 2024년 영화 《외계+인 2부》 ... 흑설 역
- 2024년 영화 《별빛이 내린다》 ... (특별출연) 역
- 2024년 영화 《크로스》 ... 강미선 역

### 드라마
| 연도        | 방송사              | 제목                                 | 역할            | 비고        |
| ----------- | ------------------- | ------------------------------------ | --------------- | ----------- |
| 1991        | MBC                 | 우리들의 천국                        | 정아            |             |
| 1993        | KBS2                | 일월                                 | 산홍            |             |
| 1993        | KBS2                | 굿모닝 영동                          | 혜진            |             |
| 1993        | KBS1                | 떠도는 혼                            |                 |             |
| 1993        | MBC                 | 일지매                               | 이화            |             |
| 1994        | MBC                 | 야망                                 | 우소연          |             |
| 1994        | KBS1                | 인간의 땅                            | 김금단          |             |
| 1995        | KBS2                | 창공                                 | 박윤정          |             |
| 1995        | KBS2                | 좋은 남자 좋은 여자                  | 강연주          |             |
| 1995        | SBS                 | 코리아게이트                         | 신재순          |             |
| 1996        | KBS2                | 컬러 - 보랏빛 블라인드를 열면 (보라) | 서인화          |             |
| 1996        | MBC                 | 사과꽃 향기                          | 박신희          |             |
| 1996        | SBS                 | 형제의 강                            | 박소희          |             |
| 1997        | SBS                 | 모델                                 | 박수아          |             |
| 1997        | KBS1                | 추석특집극 - 불붙는 난간             | 이수진          | 추석 특집극 |
| 1998        | KBS2                | 진달래꽃 필 때까지                   | 주명희          |             |
| 1998        | SBS                 | 7인의 신부                           | 수정            |             |
| 1998        | KBS2                | 야망의 전설                          | 박재희          |             |
| 1998        | KBS1                | 너와 나의 노래                       | 이재숙          |             |
| 1998        | MBC                 | 베스트극장 - 화니와 알렉산더         | 수미            |             |
| 1999        | KBS2                | 학교                                 | 차현주          |             |
| 1999        | SBS                 | 크리스탈                             | 조수아          |             |
| 1999        | KBS1                | 해 뜨고 달 뜨고                      | 김윤지          |             |
| 2000        | KBS1                | 태조 왕건                            | 장화왕후 오씨   |             |
| 2001        | KBS2                | 드라마시티 - 윤사월                  | 재경            |             |
| 2001        | KBS2                | 순정                                 | 장호숙          |             |
| 2003        | SBS                 | 연인                                 | 조진서          |             |
| 2004        | MBC                 | 사랑한다 말해줘                      | 조이나          |             |
| 2008        | SBS                 | 워킹맘                               | 최가영          |             |
| 2011        | MBC                 | 로열 패밀리                          | 김인숙          |             |
| 2012        | tvN                 | 닥치고 꽃미남 밴드                   | 권지혁의 어머니 |             |
| 2012        | SBS                 | 내 사랑 나비부인                     | 남나비          |             |
| 2013        | JTBC                | 네 이웃의 아내                       | 채송하          |             |
| 2016        | JTBC                | 마녀보감                             | 홍주            |             |
| 2018        | JTBC                | SKY 캐슬                             | 한서진(곽미향)  |             |
| 2021 ~ 2022 | JTBC                | 설강화 : snowdrop                    | 송혜주          | 특별출연    |
| 2022        | JTBC                | 클리닝 업                            | 어용미          |             |
| 2024        | U+모바일tv, 디즈니+ | 노 웨이 아웃 : 더 룰렛               | 안명자          |             |
| 2025        | ENA                 | 아이쇼핑                             | 김세희          | 8부작       |
| 2025        | tvN                 | 첫, 사랑을 위하여                    | 이지안          |             |
| TBA         | TBA                 | 위대한 방옥숙                        |                 |             |

### 뮤지컬
| 연도 | 제목        | 역할 | 비고 |
| ---- | ----------- | ---- | ---- |
| 1993 | 미녀와 야수 |      |      |

### 뮤직 비디오
| 연도 | 가수      | 노래                              | 비고                    |
| ---- | --------- | --------------------------------- | ----------------------- |
| 2001 | 알 (AL)   | Feeling                           |                         |
| 2004 | 아이 (Ai) | 기억해줘                          | <새드무비> 무비클립     |
| 2005 | 리쌍      | 내가 웃는 게 아니야...(feat.알리) |                         |
| 2011 | 간종욱    | Don't Cry                         | <로열패밀리> 드라마클립 |
| 2011 | 임정희    | 시간을 되돌린다면                 | <로열패밀리> 드라마클립 |
| 2011 | 간종욱    | 지나간 바람처럼                   | <로열패밀리> 드라마클립 |

## 작품 외 활동

### 방송 프로그램
| 연도 | 방송사   | 제목                       | 역할     | 날짜                                       | 비고     |
| ---- | -------- | -------------------------- | -------- | ------------------------------------------ | -------- |
| 1992 | KBS2     | 전원집합 토요대행진        | MC       | 1992년 7월 25일 ~ 1993년 4월 24일          |          |
| 1996 | MBC      | 특종! 연예시티             | MC       | 1996년 10월 21일 ~ 1998년 1월 11일         |          |
| 1997 | KBS1     | TV는 사랑을 싣고           | 게스트   | 1997년 6월 13일                            |          |
| 1998 | EBS      | 장학퀴즈                   | MC       | 1998년 3월 8일~1998년 8월 30일             |          |
| 2002 | KBS2     | 해피투게더 쟁반 노래방     | 게스트   | 2002년 12월 2일                            |          |
| 2012 | SBS      | 런닝맨                     | 게스트   | 2012년 9월 30일                            |          |
| 2014 | Story on | 트루 라이브 쇼             | MC       | 31부작 (2014년 4월 8일 ~ 2014년 11월 21일) |          |
| 2015 | KBS1     | 걸어서 세계속으로          | 내레이션 | 10주년 특집                                |          |
| 2016 | JTBC     | 냉장고를 부탁해            | 게스트   |                                            |          |
| 2019 | tvN      | 삼시세끼 산촌편            | 고정출연 | 2019년 8월 9일 ~ 2019년 10월 18일          |          |
| 2020 | tvN      | 놀라운 토요일 - 도레미마켓 | 게스트   | 2020년 12월 12일                           |          |
| 2021 | 카카오TV | 톡이나 할까?               | 게스트   | 2021년 2월 23일                            |          |
| 2022 | MBC      | 전지적 참견 시점           | 게스트   | 2022년 9월 24일                            |          |
| 2023 | MBC      | 2023 어린이에게 새 생명을  | 공동 MC  | 2023년 5월 5일                             |          |
| 2023 | MBC      | 전지적 참견 시점           | 게스트   | 2023년 7월 8일                             |          |
| 2023 | tvN      | 놀라운 토요일              | 게스트   | 2023년 7월 22일                            |          |
| 2023 | MBC      | 전지적 참견 시점           | 영상출연 | 2023년 12월 16일,23일                      | 이영자편 |
| 2024 | tvN      | 유 퀴즈 온 더 블럭         | 게스트   | 2024년 7월 17일                            |          |
| 2024 | tvN      | 언니네 산지직송            | 고정출연 | 2024년 7월 18일 ~ 2024년10월10일           |          |

### 웹예능
| 연도 | 방송사 | 제목              | 역할   | 날짜                            | 비고 |
| ---- | ------ | ----------------- | ------ | ------------------------------- | ---- |
| 2023 | 유튜브 | 나영석의 나불나불 | 게스트 | 2023년 7월 28일, 2023년 8월 4일 |      |
| 2024 | 유튜브 | 나영석의 와글와글 | 게스트 | 2024년 7월 26일                 |      |

### 광고
| 연도 | 기업명       | 제품명                               |
| ---- | ------------ | ------------------------------------ |
| 1992 | 아모레퍼시픽 | 베스카인, 설화, 라무르               |
| 1993 | 신영와코루   | 비너스쉐이프업브라                   |
| 1993 | 빙그레       | 맛보면                               |
| 1994 | 롯데칠성음료 | 카파                                 |
| 1994 | 대현         | CC클럽                               |
| 1995 | 동부대우전자 | 입체냉장고 탱크                      |
| 1999 | 삼성물산     | 삼성아파트                           |
| 2001 | 제일약품     | 케펜텍(with. 유인촌, 배종옥, 서인석) |
| 2004 | 현대카드     | 현대카드S                            |
| 2005 | KT           | 국제전화 001                         |
| 2005 | 아이레보     | 게이트맨                             |
| 2008 | 매일유업     | 엡솔루트 궁                          |
| 2011 | 웅진코웨이   | 클리베                               |
| 2011 | 동아제약     | 비겐크림폼                           |
| 2011 | 서울우유     | 앙팡치즈                             |
| 2011 | 닥스         |                                      |
| 2011 | 시슬리       |                                      |
| 2012 | 동서식품     | 맥심 모카골드마일드                  |
| 2012 | 웰크론       | 세사리빙                             |
| 2015 | 삼성생명     | 전국민 자산관리 캠페인               |
| 2016 | 롯데그룹     | 옴니쇼핑                             |
| 2019 | 웅진씽크빅   | AI수학                               |
| 2019 | 셀리턴       | 넥클레이 LED 마스크                  |
| 2019 | 에이블씨엔씨 | 미샤                                 |
| 2019 | TR           | 더 앰플 쿠션                         |
| 2019 | 청호나이스   | 얼음 정수기                          |
| 2019 | 대웅제약     | 임팩타민                             |
| 2020 | 앤씰         | 앤씰                                 |
| 2021 | 광동제약     | 경옥고                               |

### 홍보대사
| 연도 | 홍보대사 명                     | 비고       |
| ---- | ------------------------------- | ---------- |
| 1999 | 세계펜싱선수권대회 명예홍보사절 |            |
| 2011 | 초록우산 어린이재단 홍보대사    | ~ 현재까지 |
| 2013 | 4대 사회악 근절 홍보대사        |            |
| 2013 | 경기 경찰 홍보대사              |            |
| 2015 | 화성시 홍보대사                 |            |
| 2015 | 경기 화성시 아동권리 홍보대사   |            |

## 수상 및 후보
| 연도 | 시상식                            | 부문                             | 작품                       | 결과 |
| ---- | --------------------------------- | -------------------------------- | -------------------------- | ---- |
| 1991 | 제35회 미스코리아 선발대회        | 선                               |                            | 수상 |
| 1991 | 제35회 미스코리아 선발대회        | 포토제닉상                       |                            | 수상 |
| 1992 | 미스인터내셔널대회                | 3위, 미스 포토제닉상             |                            | 수상 |
| 1995 | 제16회 청룡영화상                 | 여우조연상                       | 테러리스트                 | 후보 |
| 1998 | KBS 연기대상                      | 여자 우수연기상                  | 야망의 전설                | 수상 |
| 2000 | 제37회 대종상 영화제              | 여우조연상                       | 텔 미 썸딩                 | 후보 |
| 2000 | KBS 연기대상                      | 여자 우수연기상                  | 해 뜨고 달 뜨고, 태조 왕건 | 후보 |
| 2003 | 제24회 청룡영화상                 | 여우조연상                       | 장화, 홍련                 | 후보 |
| 2003 | 제6회 디렉터스 컷 시상식          | 올해의 여자연기자상              | 장화, 홍련                 | 수상 |
| 2004 | 제22회 브뤼셀판타스틱영화제       | 여우조연상(은까마귀상)           | 장화, 홍련                 | 수상 |
| 2004 | 제41회 대종상 영화제              | 여우주연상                       | 장화, 홍련                 | 후보 |
| 2004 | 제25회 청룡영화상                 | 여우조연상                       | 범죄의 재구성              | 수상 |
| 2004 | 제24회 한국영화평론가협회상       | 여우주연상                       | 범죄의 재구성              | 수상 |
| 2007 | 제44회 백상예술대상               | 영화부문 여자 최우수연기상       | 오래된 정원                | 수상 |
| 2008 | SBS 연기대상                      | 드라마스페셜부문 여자 우수연기상 | 워킹맘                     | 후보 |
| 2011 | 제1회 SBS 희망내일 나눔대상       | 연예인 부문 나눔인상             |                            | 수상 |
| 2011 | 제4회 코리아 드라마 어워즈        | 여자 최우수연기상                | 로열 패밀리                | 수상 |
| 2011 | MBC 드라마대상                    | 미니시리즈부문 여자 최우수연기상 | 로열 패밀리                | 후보 |
| 2012 | SBS 연기대상                      | 주말·연속극부문 여자 우수연기상  | 내 사랑 나비부인           | 후보 |
| 2013 | SBS 연기대상                      | 장편드라마부문 여자 최우수연기상 | 내 사랑 나비부인           | 후보 |
| 2014 | 제15회 올해의 여성영화인상 시상식 | 올해의 여성영화인상 (대상)       | 카트                       | 수상 |
| 2015 | 제20회 춘사영화상                 | 여우주연상                       | 카트                       | 후보 |
| 2015 | 제51회 백상예술대상               | 영화부문 여자 최우수연기상       | 카트                       | 수상 |
| 2015 | 제24회 부일영화상                 | 여우주연상                       | 카트                       | 후보 |
| 2017 | 제54회 대종상 영화제              | 여우주연상                       | 장산범                     | 후보 |
| 2017 | 제38회 청룡영화상                 | 여우주연상                       | 장산범                     | 후보 |
| 2018 | 제27회 부일영화상                 | 여우주연상                       | 장산범                     | 후보 |
| 2019 | 제55회 백상예술대상               | TV부문 여자 최우수연기상         | SKY 캐슬                   | 수상 |
| 2019 | 제14회 숨피 어워즈                | 올해의 배우상 여자부문           | SKY 캐슬                   | 후보 |
| 2019 | 제3회 신필름예술영화제            | 최은희 배우상                    | 완벽한 타인                | 수상 |
| 2019 | 제12회 코리아 드라마 어워즈       | 연기대상                         | SKY 캐슬                   | 후보 |
| 2019 | 제10회 대한민국 대중문화예술상    | 대통령 표창                      |                            | 수상 |
| 2022 | 제31회 부일영화상                 | 여우조연상                       | 외계+인 1부                | 후보 |
| 2022 | 제43회 청룡영화상                 | 여우주연상                       | 인생은 아름다워            | 후보 |
| 2022 | 제58회 대종상 영화제              | 여우주연상                       | 인생은 아름다워            | 수상 |
| 2023 | 제21회 디렉터스 컷 시상식         | 올해의 여자연기자상              | 인생은 아름다워            | 후보 |
| 2023 | 제59회 백상예술대상               | 영화부문 여자 조연상             | 외계+인 1부                | 후보 |
| 2023 | 제59회 백상예술대상               | 영화부문 여자 최우수연기상       | 인생은 아름다워            | 후보 |
| 2023 | 제32회 부일영화상                 | 여우주연상                       | 밀수                       | 후보 |
| 2023 | 제59회 대종상 영화제              | 여우주연상                       | 밀수                       | 후보 |
| 2023 | 제44회 청룡영화상                 | 여우주연상                       | 밀수                       | 후보 |
| 2024 | 제60회 백상예술대상               | 영화부문 여자 조연상             | 외계+인 2부                | 후보 |
| 2024 | 제60회 백상예술대상               | 영화부문 여자 최우수연기상       | 밀수                       | 후보 |